# Maria Amélia de Bragança
Maria Amélia de Bragança (Paris, 1 de dezembro de 1831 – Funchal, 4 de fevereiro de 1853), apelidada "A Princesa Flor", foi uma Princesa do Brasil, a única filha do segundo casamento do imperador Pedro I do Brasil, com a princesa Amélia de Leuchtenberg, Maria Amélia nasceu na França após a abdicação de seu pai ao trono brasileiro. Quando a princesa contava apenas um mês de idade, Dom Pedro partiu para Portugal para restaurar o trono de sua filha mais velha, Dona Maria II, que havia sido usurpada por seu irmão mais novo, Dom Miguel I.
Poucos meses após a vitória sobre Dom Miguel, Dom Pedro morreu de tuberculose. Órfã de pai com menos de três anos de idade, Maria Amélia estabeleceu-se com sua mãe, Dona Amélia, em Portugal. O governo brasileiro recusou-se por muitos anos a reconhecer a princesa como membro da Casa Imperial do Brasil, devido ao seu nascimento em território estrangeiro. À época, o Brasil era governado por uma Regência, em virtude da minoridade de seu meio-irmão, Dom Pedro II, que não pôde intervir em favor de Maria Amélia. Seu reconhecimento como Princesa do Brasil só ocorreria em 1841, com a maioridade do irmão.
No início de 1852 foi acertado o casamento de Maria Amélia com o arquiduque Maximiliano da Áustria - futuro imperador do México -, que não se concretizou devido à morte prematura da princesa, por tuberculose, em 1853.

## Início de vida

### Nascimento

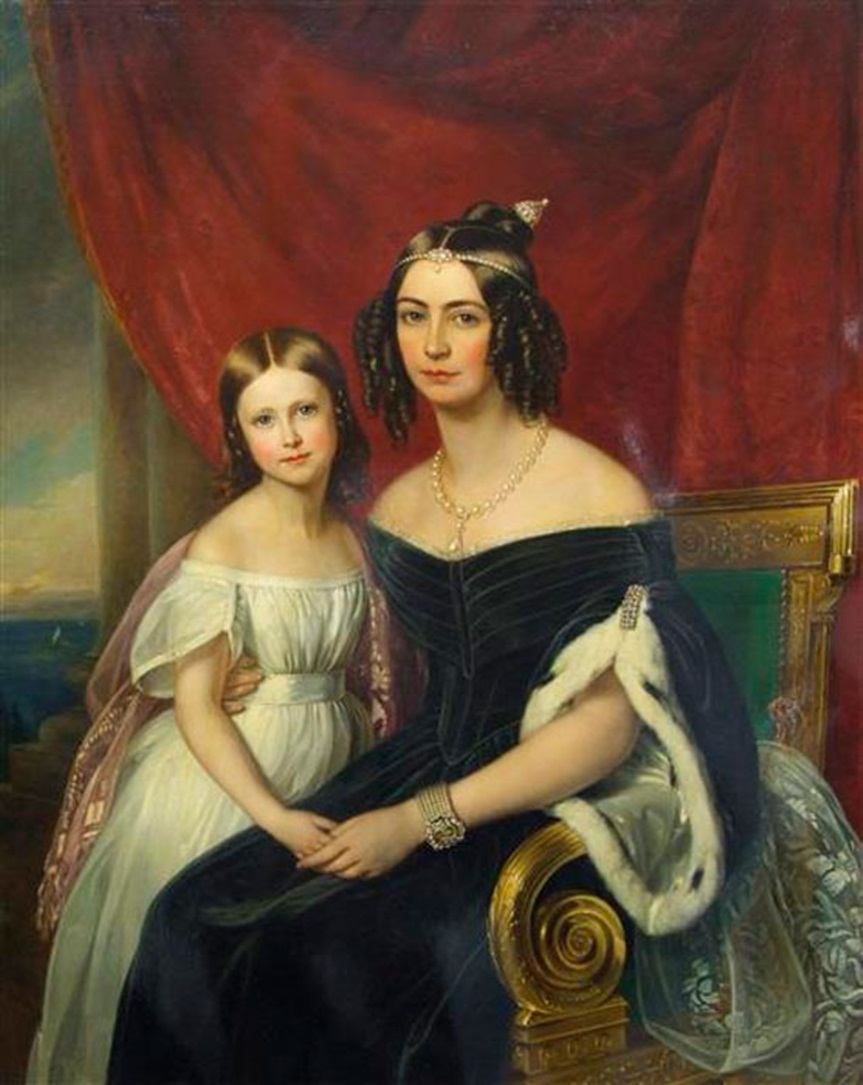
Dona Maria Amélia na infância, ao lado de sua mãe, dona Amélia.

Nascida em Paris, Maria Amélia era a única filha de dom Pedro, o duque de Bragança, e de sua segunda esposa, dona Amélia de Beauharnais. Seu pai havia sido o primeiro imperador do Brasil, como Pedro I, e rei de Portugal, como Pedro IV - trono do qual abdicara apenas dois meses após sua aclamação, em favor de sua filha mais velha, dona Maria II. Entretanto, dois anos depois, sua posição foi usurpada por seu tio (irmão mais novo de Pedro), que assumiu o trono como dom Miguel I. Ansioso para recuperar a coroa de sua filha, Pedro abdicou do trono brasileiro em abril de 1831 (em favor de seu filho mais novo, dom Pedro II) e partiu para a Europa com sua esposa, que estava grávida de Maria Amélia.
Pela via paterna, Maria Amélia era membro do ramo brasileiro da Casa de Bragança, sendo neta do rei dom João VI e da infanta Carlota Joaquina da Espanha. Pelo lado materno, era neta do príncipe Eugênio de Beauharnais, enteado do imperador Napoleão Bonaparte, e da princesa Augusta da Baviera, filha mais velha do rei Maximiliano I José da Baviera.
A fim de reconhecer os direitos de Maria Amélia como princesa brasileira, dom Pedro convidou várias pessoas para testemunhar seu nascimento, entre eles o embaixador brasileiro na França. A recém-nascida teve como padrinhos o rei Luís Filipe I de França e sua esposa, Maria Amélia das Duas Sicílias. Dom Pedro ficou encantado com o bebê e enviou uma carta, datada de 4 de dezembro, aos seus outros filhos que haviam ficado no Brasil, incluindo o pequeno dom Pedro II, com a mensagem: "A Divina Providência quis diminuir a tristeza que sente meu coração paterno pela separação de V.M.I. [Vossa Majestade Imperial] dando-me mais uma filha e, à V.M.I., mais uma irmã e súdita ...".

### Princesa do Brasil

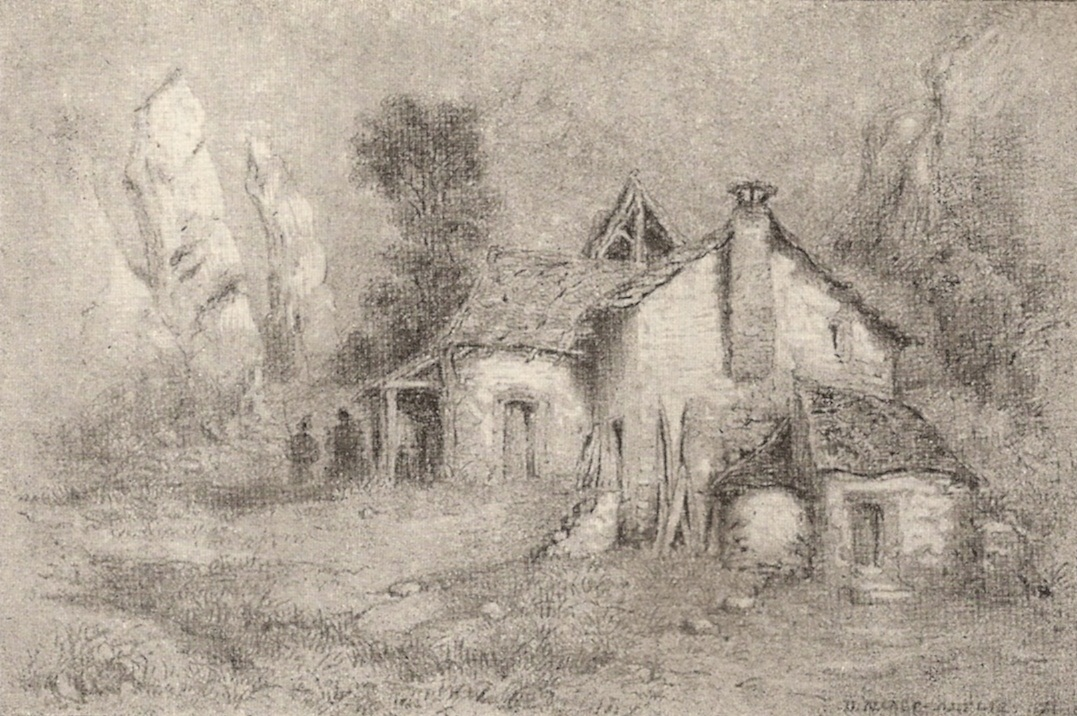
Desenho de autoria de dona Maria Amélia.

Quando Maria Amélia tinha apenas 20 dias de idade, seu pai partiu para os Açores, onde organizaria uma força expedicionária para invadir Portugal continental. Nos dois anos seguintes, ela viveria em Paris com sua mãe e suas duas meio-irmãs, a rainha dona Maria II e a duquesa de Goiás (filha de dom Pedro com a famosa marquesa de Santos). Com a notícia da vitória do duque de Bragança em Lisboa, dona Amélia partiu com sua filha e sua enteada para Portugal, chegando à capital em 22 de setembro de 1833. Charles Napier, um oficial naval britânico que lutou ao lado de dom Pedro, escreveu sobre o emocionante encontro: "Nunca o vi [Pedro] tão feliz e satisfeito. Ele embarcou um pouco acima de Belém e foi recebido na escada pela imperatriz [Amélia] que o abraçou e beijou com o maior carinho: a rainha [Maria II] estava muito emocionada e não conseguiu segurar as lágrimas. A princesinha [Maria] Amélia, sua filha mais nova, teve boa parte da sua atenção: ela ficou um pouco assustada com a sua barba espessa e não correspondeu muito às suas carícias." 
Com Miguel derrotado e exilado de Portugal, Maria Amélia e sua família estabeleceram-se em Portugal, residindo inicialmente no Palácio do Ramalhão e, mais tarde, no Palácio Real de Queluz, próximo a Lisboa. No entanto, o conflito havia minado a saúde de seu pai, que havia contraído tuberculose. Pedro havia estabelecido uma relação muito próxima com a filha e eles adoravam um ao outro. Maria Amélia, que ainda não havia completado três anos de idade, foi levada na madrugada de 24 de setembro de 1834 ao leito de morte de dom Pedro. Muito fraco, ele levantou as mãos para abençoá-la e disse: "Sempre fale a esta criança do pai que a amava tanto... não se esqueça de mim... sempre obedeça sua mãe... esses são os meus últimos desejos...". No início da tarde do mesmo dia, dom Pedro morreu.
Viúva, Amélia não voltou a casar-se; mudou-se para o Palácio das Janelas Verdes e dedicou-se a supervisionar a educação da filha. Apesar de definitivamente estabelecidas em território luso, elas não pertenciam à família real portuguesa. Nenhuma das duas jamais viajaram ao Brasil, embora, sem sucesso, Amélia tenha solicitado ao governo o reconhecimento dela e de sua filha como membros da família imperial brasileira, com direito a uma renda anual. Dom Pedro II ainda era menor de idade e o Brasil era governado por uma Regência, que temia uma possível influência da imperatriz-viúva nos negócios de Estado e, mesmo, sua adesão a facções políticas que pudessem vir a minar o poder central. Assim, o governo imperial recusou-se, por muitos anos, a reconhecer Maria Amélia como uma princesa brasileira - alegando seu nascimento em território estrangeiro - e proibiu a ela e sua mãe de colocarem os pés no Brasil. A situação só mudaria após a declaração da maioridade de dom Pedro II, em 1840, que passou a defender o reconhecimento de mãe e filha como membros de sua família. Aureliano Coutinho, o Visconde de Sepetiba, Ministro dos Negócios Estrangeiros na época, pediu o reconhecimento junto ao Senado Imperial, o que ocorreu em 5 de julho de 1841.

## Vida adulta

### Negociações de casamento

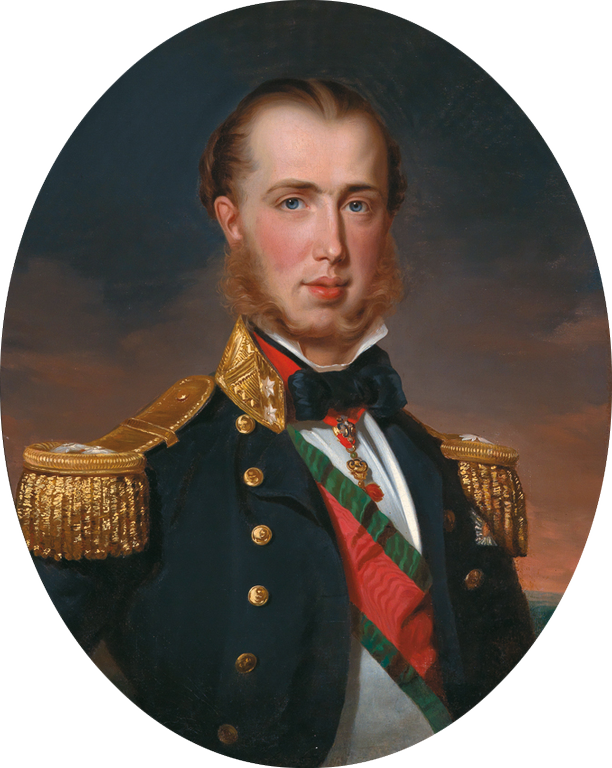
Arquiduque Maximiliano da Áustria, com quem Maria Amélia iria se casar, tornou-se Imperador do México em 1864, sendo executado três anos depois.

A loira Maria Amélia tornou-se em "uma garota de beleza impressionante e inteligência cultivada", segundo o historiador H. Montgomery Hyde. Foi descrita como muito religiosa, inteligente  e astuta, com uma personalidade "cabeça quente" e um pouco irônica. A princesa recebeu uma educação refinada, sendo muito hábil em desenho, pintura e ao piano. Além de adorar poesia, Maria Amélia também era fluente em português, francês e alemão. Sobre ela, uma de suas professoras disse: "tem, sem saber, um talento excepcional para a dialética, uma habilidade que faria a fortuna de um jovem estudante de direito." 
Aparentemente, uma das principais motivações para sua dedicação aos estudos era seu pai. O duque de Bragança muito representou em sua vida e era sempre lembrado pela jovem princesa, que perguntava frequentemente aos seus interlocutores: "e meu pai, que me olha do céu, estaria satisfeito com sua filha?". Maria Amélia nunca foi capaz de lidar com a morte de seu pai e isto a tocava profundamente. Uma carta escrita pela princesa em 27 de agosto de 1851 fala sobre seus sentimentos:
"Estive no [Palácio Real de] Queluz... Após a morte de meu pai, nunca havia visto este palácio novamente. Não conseguia lembrar-me de nada, absolutamente nada, com exceção do quarto onde meu pai morreu!... Lá lembrei-me de tudo. Cada objeto foi gravado em minha memória, mesmo tendo, naquela ocasião, três anos de idade! Foi com grande emoção que entrei naquele quarto!... A cama... a cama ainda é a mesma, no mesmo local, com as mesmas cortinas, as mesmas colchas, os mesmos travesseiros... tudo tão bem preservado... Ai... 
O jardim é bonito; foi-me mostrado um laranjal, plantado no mesmo ano da morte de meu pai, e por sua ordem, e um plátano plantado por ele... Uma profunda tristeza invadiu-me ao contemplar estas árvores que tinham sobrevivido a meu pai e que, provavelmente, sobreviverão a todos nós. É uma imagem da fragilidade humana. O homem é o mais frágil de todos os seres; ele morre, enquanto os objetos aparentemente criados para seu uso, suportam a séculos!... Mas estou divagando em minhas reflexões melancólicas...
- Maria Amélia 
No início de 1852, o arquiduque Maximiliano da Áustria, então servindo na marinha austríaca, visitou Amélia e Maria Amélia durante uma escala em Portugal.  A princesa já o conhecia de uma reunião familiar em Munique, em 1838. Sofia da Baviera, mãe de Maximiliano, era meio-irmã de Augusta Amália, a avó materna de Maria Amélia, e ambas pertenciam à alemã Casa de Wittelsbach. O arquiduque também era primo dos meio-irmãos de Maria Amélia, visto que seu pai, o arquiduque Francisco Carlos, era irmão mais novo da imperatriz dona Leopoldina. Eles apaixonaram-se imediatamente e ficaram noivos. O noivado, no entanto, nunca foi oficializado, devido à morte prematura de Maria Amélia.

### Morte prematura

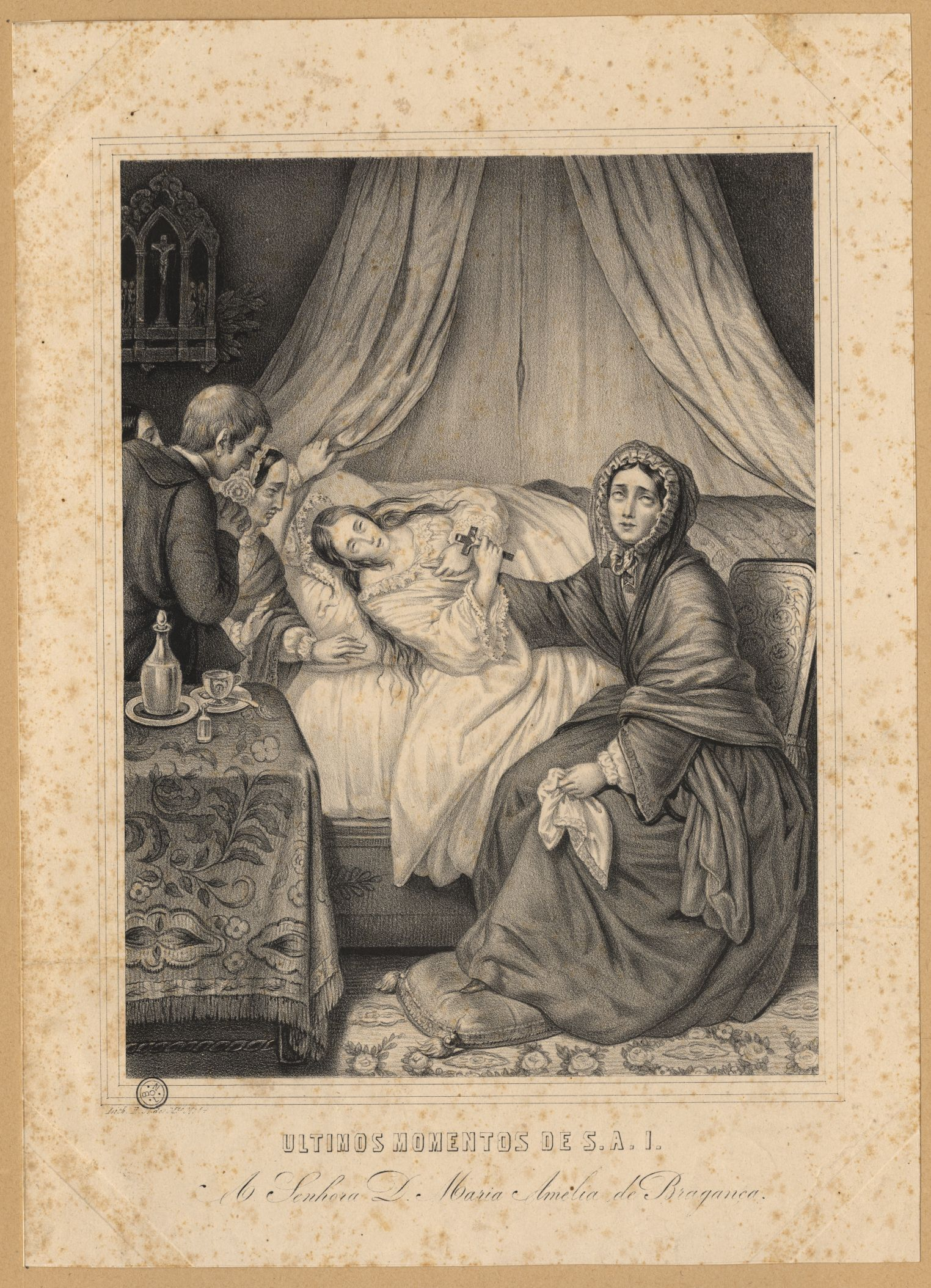
A princesa dona Maria Amélia em seu leito de morte.

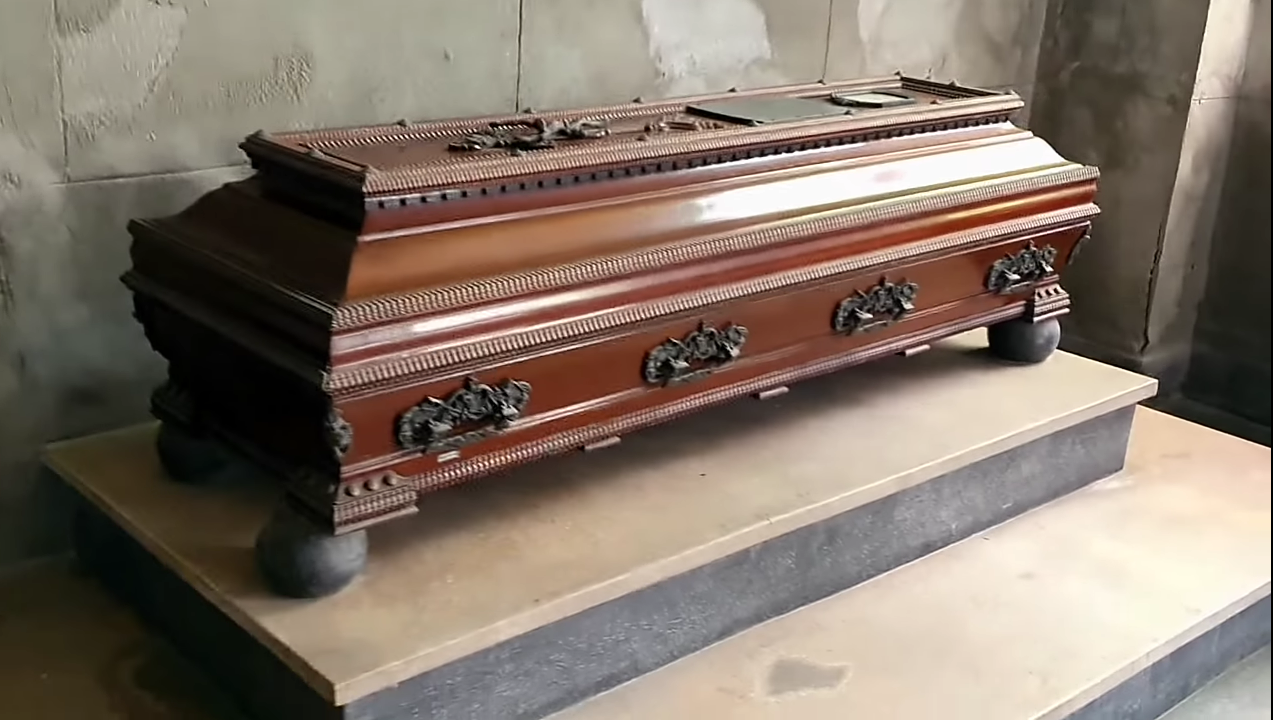
Caixão da princesa Maria Amélia no mausoléu do Convento de Santo Antônio.

Em fevereiro de 1852, Maria Amélia contraiu escarlatina. Com o passar dos meses, ela não se recuperou, sendo afetada por uma persistente tosse - os sintomas da tuberculose. Em 26 de agosto, a princesa deixou o Palácio das Janelas Verdes, onde morava, e viajou para a Ilha da Madeira. O clima da ilha tinha a reputação de salutar nestes casos, como Maria Amélia observou: "as febres desaparecem, dizem eles, como que por magia!". Ao despedir-se da família, a princesa Amélia pode ter sentido um mau agouro, pois disse à sobrinha: "Não é verdade, Maria, que você não vai me esquecer?" 

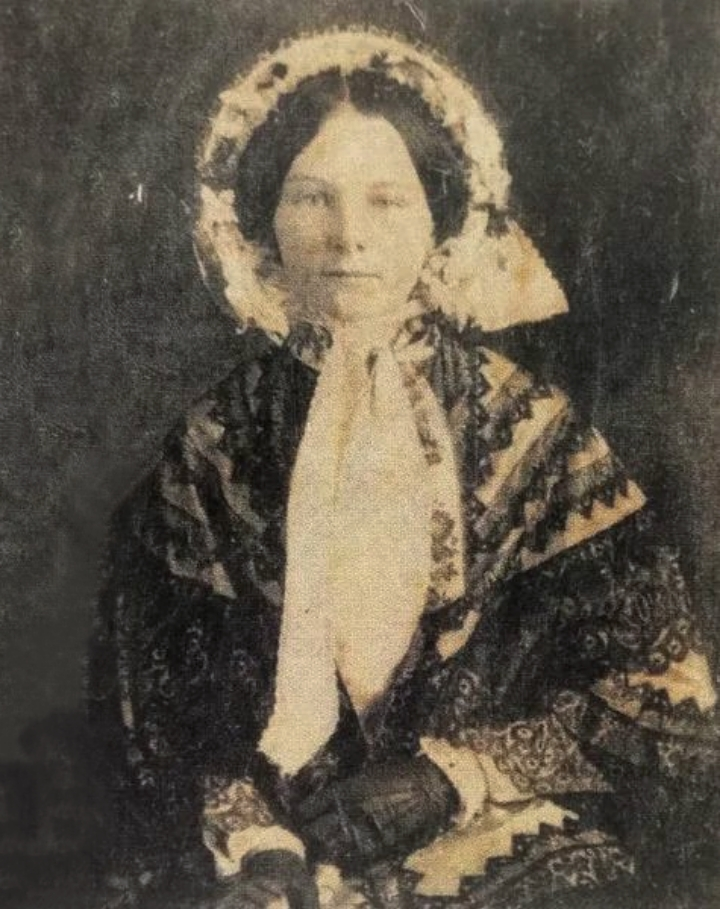
A Princesa do Brasil, D. Maria Amélia de Bragança. Daguerreótipo de 1850. Fonte: D. Amélia – A história não contada: A neta de Napoleão que se tornou imperatriz do Brasil. Historiadora Cláudia Thomé Witte. D. Maria Amélia a Princesa Flor, ultima filha de D. Pedro I e sua esposa D. Amélia, a foto é de 3 anos antes de a princesa falecer de tuberculose aos 21 anos.

Maria Amélia, acompanhada de sua mãe, desembarcou em 31 de agosto no Funchal, a capital da Madeira. A cidade inteira as saudou com alegria e uma multidão acompanhou a princesa até seu novo lar. Ela adorou a ilha e disse à mãe: "Se eu um dia recuperar a minha saúde, vamos ficar muito tempo nesta ilha, vamos fazer longas excursões nas montanhas, vamos encontrar novas trilhas, como só fizemos em Stein". Mas sua saúde só piorou e, no final de novembro, toda a esperança se foi. No início de 1853, a princesa estava acamada e sabia que a morte estava se aproximando: "A minha força diminui dia a dia; eu posso sentir isso... estamos chegando ao começo do fim!". Um pouco depois da meia-noite, na madrugada de 4 de fevereiro, um padre administrou-lhe os últimos sacramentos. Maria Amélia tentou consolar sua mãe: "Não chore ... deixe que a vontade de Deus seja feita; que Ele possa vir em meu auxílio em minha última hora; que Ele possa consolar minha pobre mãe!". Ela morreu pouco depois, por volta das 4 horas da manhã.
O corpo da princesa permaneceu em uma capela ao lado da casa onde ela morreu, até ser levado de volta ao continente, 7 de maio de 1853. Em 12 de maio, o caixão foi desembarcado em Lisboa, seguindo-se um grandioso funeral. Seus restos mortais foram enterrados ao lado dos de seu pai no Panteão dos Braganças, no Mosteiro de São Vicente de Fora. Quase 130 anos depois, em 1982, o corpo de Maria Amélia foi trasladado para o Brasil, sendo definitivamente sepultado na cripta do Convento de Santo Antônio, no Rio de Janeiro, junto a outros membros da família imperial brasileira.

## Legado

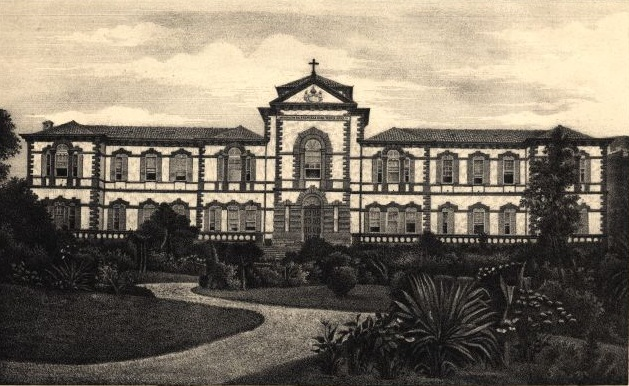
Hospital Princesa Dona Maria Amélia, no Funchal.

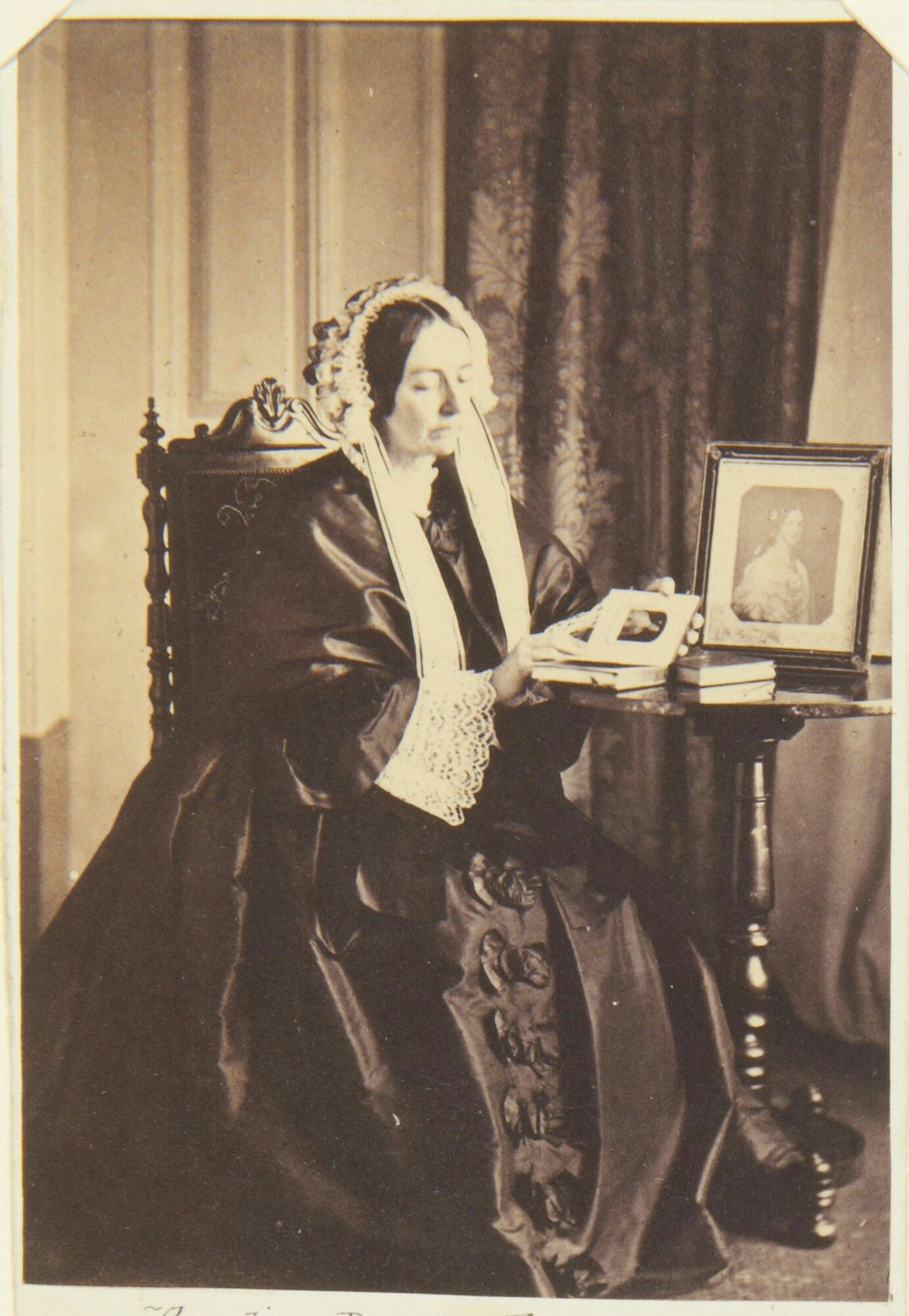
A imperatriz-viúva dona Amélia posando ao lado do retrato de sua filha.

A morte de Maria Amélia tocou profundamente a todos que a cercavam. Dom Pedro II jamais conheceu pessoalmente sua irmã mais nova, mas havia desenvolvido uma forte relação com ela através de suas cartas. Ele escreveu em seu diário, sete anos após sua morte: "Ouvi a missa para minha mana Amélia, com quem estava tão próximo e sinto-me tão triste por nunca a ter conhecido.". Dona Amélia visitou o túmulo de sua filha a cada 4 de fevereiro até sua própria morte, em 1873. A imperatriz-viúva financiou a construção de um hospital no Funchal chamado "Princesa Dona Maria Amélia", em honra da filha. O hospital ainda existe. Ela também legou suas propriedades na Baviera ao arquiduque Maximiliano, "a quem [ela] ficaria feliz em ter como genro, se Deus tivesse conservado sua amada filha Maria Amélia".
Durante muito tempo, o arquiduque Maximiliano foi assombrado pelas memórias de sua noiva. Após seu casamento com Carlota da Bélgica, ele fez uma peregrinação pessoal, em 1859, aos locais ligados à Maria Amélia. Ao chegar à Ilha da Madeira, ele escreveu:
"Vejo com tristeza novamente o vale de Machico e a adorável Santa Cruz onde, há sete anos, vivemos momentos tão doces... sete anos cheios de felicidades e tristezas, fértil em provas e desilusões amargas. Fiel à minha palavra, eu voltarei a buscar por sobre as ondas do oceano um alívio que a Europa não pode mais dar à minha alma perturbada. Quando comparo as duas épocas, sinto-me penetrado por uma profunda melancolia. Sete anos atrás eu acordei para a vida, encarando o futuro com alegria; hoje, sinto-me exausto; pesa sobre meus ombros o fardo de um passado amargo... Aqui morreu, de tuberculose, em 4 de fevereiro de 1853, a única filha da Imperatriz do Brasil, uma criatura extraordinariamente talentosa. Ela deixou este mundo imperfeito, puro como um anjo que retorna para o Céu, sua verdadeira terra natal.
- Maximiliano.
No Funchal, visitou o hospital que leva o nome de Maria Amélia. Maximilian financiou, até sua morte, a manutenção de duas enfermarias do hospital, doando também, em nome de Maria Amélia, uma estátua de Nossa Senhora das Dores. De lá, ele foi para a casa (chamada Quinta das Angústias), onde ela morreu. Escreveu sobre este momento: "... por um longo tempo eu fiquei em silêncio em meio a pensamentos de tristeza e saudade sob a sombra de uma árvore magnífica que envolve e protege a casa onde o anjo, que tão amargamente chorou, deixou de existir". Em suas memórias, Maximiliano também mencionou a Ilha da Madeira, escrevendo que foi lá que "extinguiu-se a vida que parecia destinada a garantir a minha própria tranquila felicidade".
Maximiliano partiu da Madeira para o Brasil, onde chegou em 11 de janeiro de 1859. Fascinado pela única Monarquia da América do Sul, ele visitou três províncias brasileiras durante sua viagem. Anos mais tarde, em 10 de abril de 1864, aceitou uma proposta para tornar-se soberano do recém fundado Império Mexicano. Inspirado pela estabilidade e prosperidade que havia observado ao excursionar pelo Brasil sob o governo do irmão mais velho sua falecida noiva, Maximiliano acreditava que poderia alcançar os mesmos resultados no México. Entretanto, em 19 de junho de 1867, Maximiliano foi executado, após ser capturado pelos republicanos mexicanos. Como foi despojado de todos os seus pertences para enfrentar o pelotão de fuzilamento, pediu que o pequeno medalhão da Virgem Maria que ele usava no pescoço, fosse enviado para a imperatriz-viúva dona Amélia. Foi "a sua última homenagem à Maria Amélia". Enquanto a vida de Maria Amélia teve pouco impacto sobre os eventos no Brasil ou em Portugal, sua morte teve significativa, ainda que indireta, repercussão sobre a história do México.

## Galeria

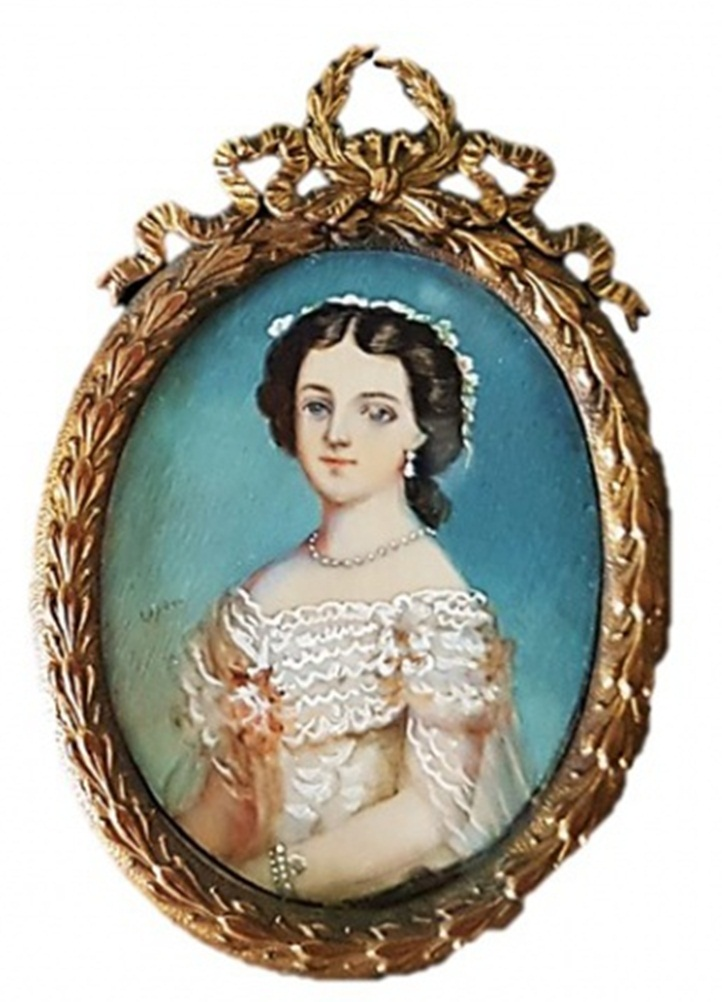
D. Maria Amélia, Princesa do Brasil
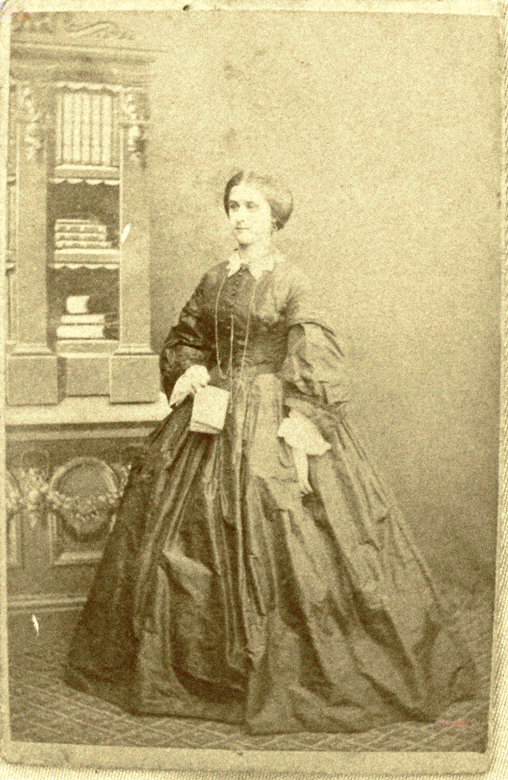
Princesa Maria Amélia do Brasil
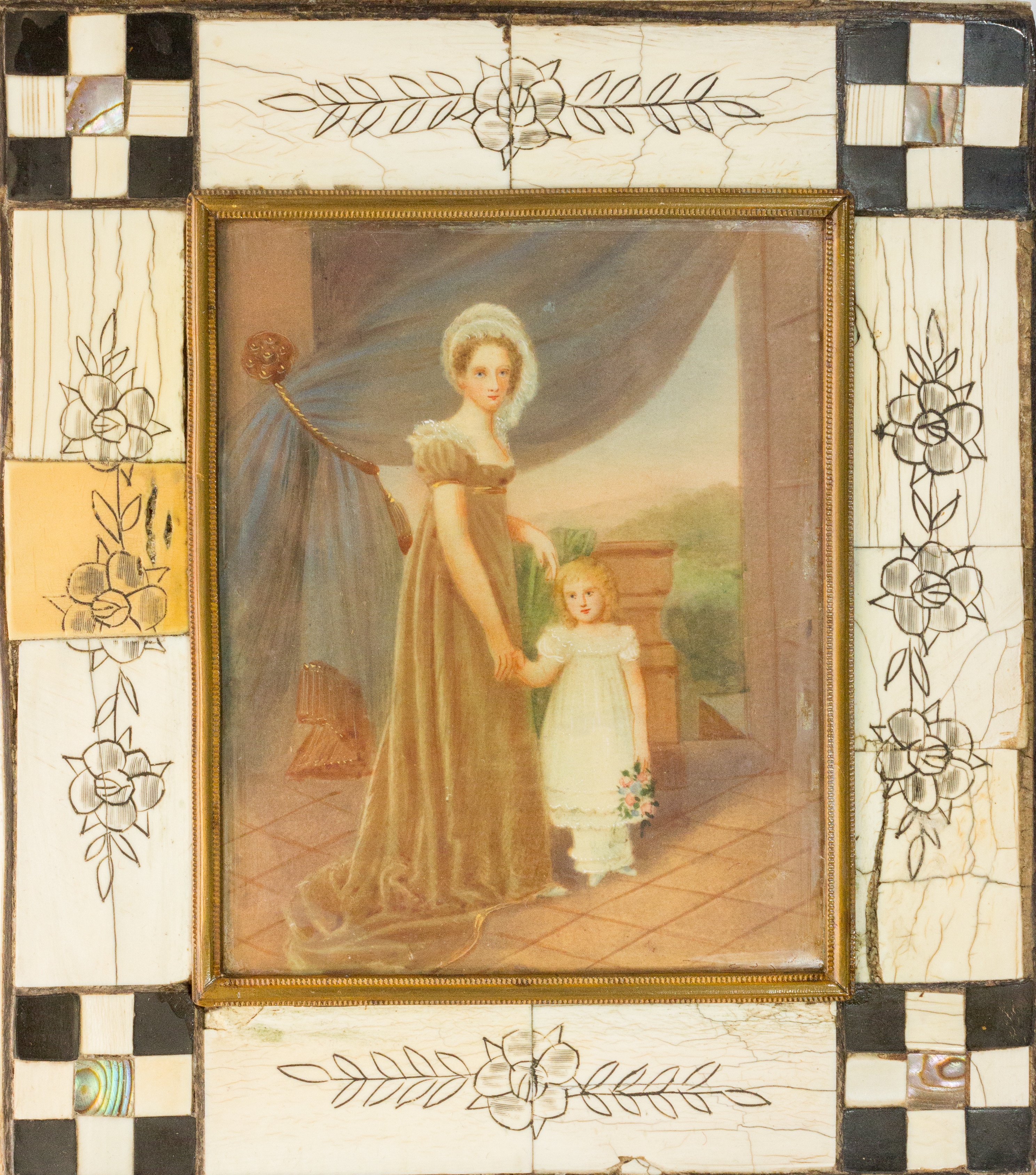
Maria Amélia, com sua mãe D. Amélia, na Obra da Coleção Brasiliana Iconográfica

## Títulos e honrarias

Brasão de Maria Amélia (como dama da Ordem das Damas Nobres de Espanha)

### Títulos
- 1 de dezembro de 1831 – 4 de fevereiro de 1853: "Sua Alteza, a Princesa Maria Amélia do Brasil"

### Honrarias
Grã-Cruz da Imperial Ordem de Pedro I 
 Grã-Cruz da Imperial Ordem da Rosa 
 Grã-Cruz da Ordem de Nossa Senhora da Conceição de Vila Viçosa 
 Grã-Cruz da Ordem Real de Santa Isabel 
 Dignitária da Ordem das Damas Nobres de Espanha 
 Dignitária da Ordem da Cruz Estrelada 
 Dignitária da Ordem de Santa Isabel da Baviera 